# Mose (19. Dynastie)
Mose war ein hoher altägyptischer Beamter aus der 19. Dynastie unter Ramses II. Als Schreiber des Schatzhauses des Ptah. hatte er eine wichtige Verwaltungsposition im Tempel des Ptah in Memphis inne. Mit der erhaltenen Stele des Mose huldigte er seinem Pharao.
Mose ist vor allem von seinem Grab bekannt, in dem eine lange Inschrift von einem Gerichtsverfahren berichtet, in das er und seine Familie verwickelt waren. Diese Inschrift ist von hoher Bedeutung für die Rechts- und Sozialgeschichte des Alten Ägypten.
Aus seinem Grab ist zudem seine Familie gut bekannt. Sein Vater war ein gewisser Huy, der fast identische Titel wie Mose trug. Dessen Gemahlin und Mutter des Mose hieß Nubnofret. Die Gemahlin des Mose hieß Mutnofret. Mehrere Kinder sind namentlich bekannt. Es handelt sich um Amen… (Name unvollständig erhalten), Amenemhab, Haita, Merymaat und Tjenroy. Von einem weiteren Kind ist nur der Buchstabe f des Namens erhalten.
Das Grab in Sakkara, einst in der Nähe der Teti-Pyramide, ist heute weitestgehend abgebaut. Teile der reliefverzierten Grabdekoration befinden sich in verschiedenen Museen in der ganzen Welt. Der Großteil des Grabes ist aber im Ägyptischen Museum in Kairo ausgestellt. Einzelne Reliefblöcke aus dem Grab waren schon in der Mitte des 19. Jahrhunderts in Sammlungen aufgetaucht. Das eigentliche Grab wurde dann um 1900 von Victor Loret freigelegt (bei der Pyramide des Iput I., Teil des Pyramidenfriedhofes der Teti-Pyramide). Loret publizierte umgehend die Inschrift des Gerichtsverfahrens. Weitere Untersuchungen fanden durch Battiscombe Gunn statt, der seine Grabungen nicht publizierte, aber der umfangreiche Aufzeichnungen hinterließ.
Eine vollständige Publikation des Grabes wurde 1977 von Gaballa Ali Gaballa vorgelegt.
Das Grab des Mose bestand aus einer oberirdischen Grabkapelle und hatte Schächte, die in die unterirdischen Grabkammern führten. Die Grabkapelle besaß einen Hof, an dessen Westseite sich vier kleinere Kapellen befanden. Die Wände der Anlage sind mit versenktem Relief dekoriert und zeigen Mose vor verschiedenen Gottheiten, aber auch in der Unterwelt. Es gibt Szenen, wo er zusammen mit seiner Familie dargestellt ist. Von großer historischer Bedeutung ist eine lange Inschrift auf der Nordwand des Kapellenhofes. Sie berichtet von einem Gerichtsstreit, der sich über mehr als 200 Jahr hinzog und bei dem es um Ländereien ging, die einem Vorfahren des Mose vom König zugesprochen wurden, die aber auch ein anderer Teil der Familie beanspruchte. Der Ausgang des Verfahrens ist nicht überliefert, da der entsprechende Teil der Inschrift nicht mehr erhalten ist, doch kann davon ausgegangen werden, dass Mose als Sieger daraus hervorging und damit die Ländereien erhielt.